# تلفزيون هونغاما
تلفزيون هونغاما هي قناة تلفزيونية مدفوعة هندية تستهدف الأطفال، وتعرض بشكل أساسي مسلسلات رسوم متحركة يابانية وهندية. تم إطلاقها في 26 سبتمبر 2004. وهي مملوكة حاليًا لشركة ستار وورلد، وهي شركة تابعة لشركة قناة ديزني الهندية.

## التاريخ
شكلت شركة روني سكروفالا وديزني ستار بنسبة 51٪ و49٪ حصص ملكية على التوالي لإطلاق قناة أطفال هندية، وعين الرئيس التنفيذي للعمليات بورنيندو بوس، وكان من المتوقع أن يوظف 100 موظف للقناة. كان 100 كرور روبية هو الاستثمار الأولي المتوقع مع توقعات بالتعادل خلال ثلاث سنوات. في سبتمبر 2004، بدأ تلفزيون هونغاما البث كأول قناة محلية للأطفال في الهند.
في مارس 2005، أصبحت زارينا ميهتا، إحدى مؤسسي ديزني ستار، رئيسة قسم البرمجة في هونغاما. في أوائل عام 2006، تمت ترقيته إلى منصب مدير العمليات في القناة. في يوليو 2006، استحوذت ديزني الهند على حصة كبيرة في تلفزيون هونغاما من ديزني ستار، بينما حصلت أيضًا على حصة 14.9 ٪ في يو تي في مويشن بيكتشرز. في عام 2006، استحوذت ديزني على تلفزيون هونغاما من يو تي في.
بدأت القناة ببرمجة حية وبرمجة متحركة، ولكن بعد نجاح دورايمون، حولت تركيزها تدريجيًا إلى برمجة الرسوم المتحركة فقط. في عام 2013، بدأ هونغاما في إضافة المسلسلات الهندية الأصلية كجزء من إستراتيجية الأقلمة.
في أكتوبر 2021، أُعلن أن القناة ستحصل على بث متزامن عالي الدقة، جنبًا إلى جنب مع شبكة شقيقة تسمى سوبر هونغاما، وهي العلامة التجارية لشركة مارفيل إتش كيو. ومع ذلك، في 30 نوفمبر، تم تأجيل موعد الإطلاق المخطط له في 11 ديسمبر حتى إشعار آخر.

## الجدل
بدأ بث مقطع هندي من أنمي شين تشان على تلفزيون هونغاما في 19 يونيو 2006، واكتسب ما يصل إلى 60٪ من حصة القناة في السوق. كانت هناك شكاوى من أولياء الأمور بشأن سلوك الشخصية الرئيسية والمواقف التي تم عرضها تجاه كبار السن في العرض، وكلاهما كان له تأثير سلبي على الأطفال. تم حظر العرض من التلفزيون الهندي في عام 2008 ولكن بعد فترة وجيزة بدأ بثه مرة أخرى على تلفزيون هونغاما.